# 维克托·阿夫迪延科
维克托·鲍里索维奇·阿夫迪延科（俄語：Виктор Борисович Авдиенко，1958年6月22日—），生于斯大林格勒（今伏尔加格勒），苏联及俄罗斯游泳运动员、教练员，苏联运动健将，苏联和俄罗斯双料功勋教练员。

## 生平
他于1979年毕业于伏尔加格勒国立体育学院。1975年，他因游泳获得“苏联运动健将”荣誉称号，之后开始执教。自1988年起，他参与苏联国家队的体育备战工作，并在1992年夏季奥运会上执教统一队，在1996年夏季奥运会上执教俄罗斯国家队。他曾担任2000年夏季奥运会俄罗斯国家队的主教练。1993年，他被评为俄罗斯最佳教练，并于1992年至1996年期间被评为世界最佳游泳教练。

## 著名学生
- 叶夫根尼·萨多夫伊 - 在巴塞罗那奥运会上获得三枚金牌，多次世界冠军，并随后被《游泳世界杂志》（英语：Swimming World）》评为年度最佳男子游泳运动员（1992年）。
- 丹尼斯·潘克拉托夫（俄语：Панкратов, Денис Владимирович） - 两届奥运会冠军。多项前世界纪录保持者。多次世界冠军。两届游泳世界年度最佳游泳运动员（英语：List of Swimming World Swimmers of the Year）（1995年 - 1996年）。
- 弗拉基米尔·谢尔科夫（俄语：Сельков, Владимир Владимирович） - 在夏季奥运会上总共获得三枚银牌，1992年在巴塞罗那奥运会上获得200米仰泳个人奖牌。
- 罗曼·伊万诺夫斯基（俄语：Ивановский, Роман Геннадьевич） - 在亚特兰大举行的1996年夏季奥林匹克运动会上获得4×100米混合泳接力银牌，多次世界锦标赛奖牌获得者。
- 弗拉基米爾·維克托羅維奇·莫羅佐夫 - 奥运会奖牌获得者，前世界纪录保持者，多次世界锦标赛冠军。
- 奥尔加·基里琴科（英语：Olga Kirichenko） - 乌克兰前游泳运动员，参加了1992年夏季奥林匹克运动会，多次苏联锦标赛冠军。

## 对体育和游泳的贡献
- 在伏尔加格勒创建了世界上最好的游泳中心之一，该中心成为了运动员独特的训练基地。[3]
- 发展并实施了科学的训练方法，包括在运动员的生物年龄（基于荷尔蒙水平）、流体力学和训练过程管理等领域进行创新性研究。[3][4]
- 撰写了25篇以上的关于游泳理论和方法学的科学著作和教科书，这些著作被俄罗斯和国外的教练和运动员使用。[5]
- 长期担任俄罗斯国家队主教练，参与1988年、1992年、1996年和2000年奥运会的备战工作。[6]
- 积极参与伏尔加格勒地区游泳联合会和全俄罗斯游泳联合会的领导工作，包括担任第一副主席一职。[6]
- 通过培养后备力量和提高年轻运动员水平的战略计划，为俄罗斯游泳事业的发展做出了贡献。[6]

## 现任职务
他目前是俄罗斯游泳联合会第一副主席、伏尔加格勒地区游泳联合会主席和伏尔加格勒伏尔加游泳俱乐部主席。
他撰写了25篇以上的科学著作，其中包括关于游泳理论和方法学的教育手册。

## 奖项
- 世界最佳游泳教练 (1996年, 1997年)[7]
- 俄罗斯最佳游泳教练 (1993年)[7]
- 祖国功勋勋章 (第四级) (1996年8月26日) — 为了国家的服务和对国内体育发展的重大个人贡献[8]
- 荣誉勋章 (俄罗斯)（英语：Order of Honour (Russia)） (2023年4月12日) — 为了对体育文化事业发展的贡献和长期尽职尽责的工作[9]
- 俄罗斯联邦功勋体育工作者（俄语：Заслуженный работник физической культуры Российской Федерации） (2007年7月25日) — 为了对体育文化事业发展的贡献和长期尽职尽责的工作[10]
- 俄罗斯联邦总统荣誉证书（俄语：Почётная грамота Президента Российской Федерации） (2013年2月2日) — 为了成功地培养了在2012年伦敦（英国）第三十届奥运会上取得高水平体育成绩的运动员[11]
- 俄罗斯联邦总统感谢信（俄语：Награды президента Российской Федерации） (2009年11月30日) — 为了长期尽职尽责的工作[12]
- 俄罗斯联邦政府荣誉证书（俄语：Почётная грамота Правительства Российской Федерации） (2006年7月7日) — 为了对俄罗斯体育发展的重大个人贡献和在执教方面取得的优异成就[13]